# أميمة بنت هيثم آل سعيد
السيدة أميمة بنت هيثم بن طارق آل سعيد هي ابنة سلطان عمان الحالي هيثم بن طارق آل سعيد.

## الأسرة
أبوها هو سلطان عمان هيثم بن طارق آل بو سعيد وأمها كذالك عهد بنت عبد الله البوسعيدية سيدة عمان الأولى وشقيقها هو ولي عهد سلطنة عٌمان ذي يزن بن هيثم آل سعيد وأشقّها الباقين هم بلعرب بن هيثم آل سعيد وثريا بنت هيثم آل سعيد.